# Elaeocarpus pittosporoides
Elaeocarpus pittosporoides là một loài thực vật có hoa trong họ Côm. Loài này được A.C.Sm. mô tả khoa học đầu tiên năm 1945.